# Witzenhausen
Witzenhausen é uma cidade alemã localizada no distrito de Werra-Meißner,em Hesse conhecida pelo nascimento de Johann Jacob Schweppe.Sua atual prefeita é Angela Fischer,da União Democrata-Cristã. Com sua área de somente 126,69 km²,sua elevação máxima é de 141 metros. Tendo quase 15.870 pessoas,tem a densidade da Dinamarca e a população da cidade do Carmo.

## Distritos
Mesmo tão pequena, tem 15 distritos:
- Albshausen
- Berlepsch-Ellerode-Hübenthal
- Blickershausen
- Dohrenbach (Luftkurort)
- Ellingerode
- Ermschwerd
- Gertenbach
- Hubenrode
- Hundelshausen
- Kleinalmerode
- Neuseesen
- Roßbach (Erholungsort)
- Unterrieden
- Wendershausen
- Werleshausen
- Ziegenhagen (Luftkurort)

Localização
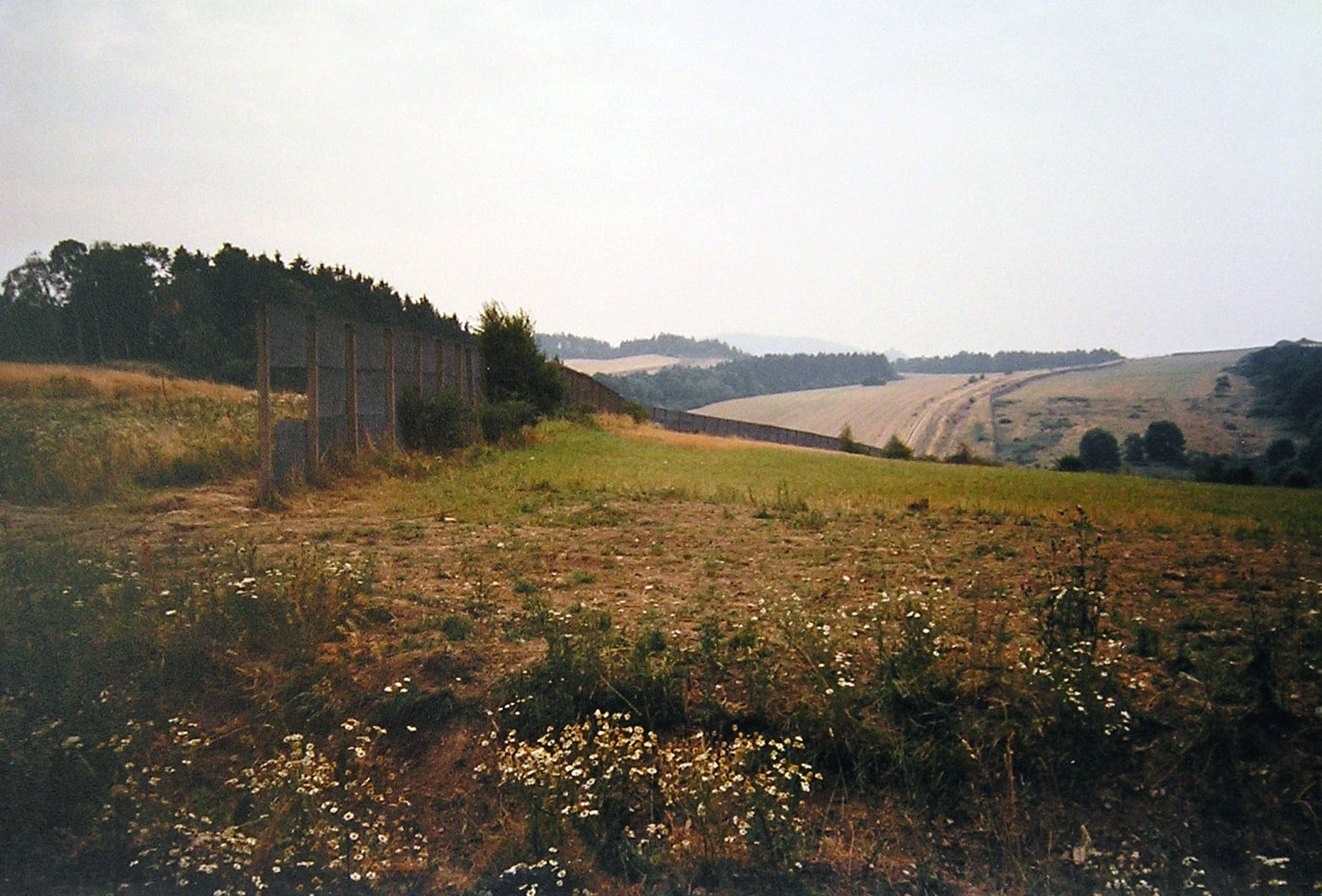
Portão da cidade de fronteira com Heiligenstadt

## Cidades-Gêmeas
- - Filton,  Reino Unido
- - Kayunga, Uganda
- - St Vallier-sur-Rhône, França
- - Vignola, Itália